# Двалетия

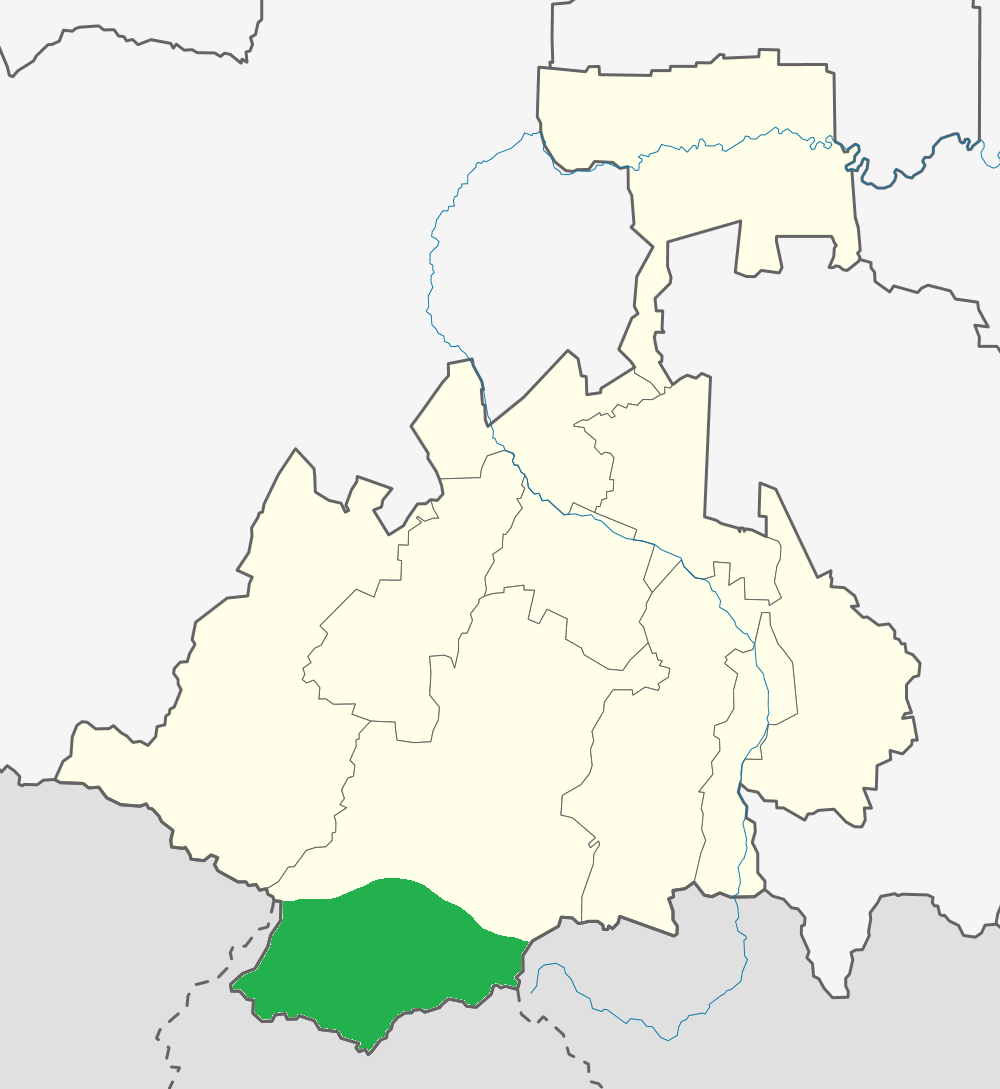
Двалетия на карте современной Северной Осетии

Двалетия (груз. დვალეთი, Двалети; осет. Туалгом) — историческая область, населенная двалами.

## Общие сведения
Представлени о Двалетии у авторов XVIII-XIX вв. разное. Гюльденштедт помещает её в верховьях реки Ардон, Штедер в верховьях Ардона называет район Заха, Клапрот локализует Двалетию на южной стороне Большого Кавказа.

## История
В своей работе «География Грузии», составленной в 1745 г., Вахушти Багратиони подробно описывает Двалетию:
Двалетия разделяется на ущелья и называются ущелья так: Касрис-хеви, Зрамага, Жгеле, Нара, Зрого, и Заха. Ущелья, оставшияся за царями овсов, называются так: Чими, Тагаури, Куртаули, Валагири, Паикоми, Дигори и Басиани; и именами этими названы они (ущельи) или по именам селений или главным образом вступившими сюда овсами: после похода Чингис-хана Батохакан разбил (овсов) и опустошил (страну их). Осетины же ушли внутрь Кавказа и именами их стали называться ущелья эти, как это показывают фамилии их: ибо превосходнейшие из овсов имеют фамилии и фамилии овсов следующия: Басиани, Баделидзе, Черкесидзе, Тагаури, Куртаули, Сидамони, Чахилидзе и Двалидзе. После же опустошения Овсетии и вступления их (овсов) внутрь Кавказа стали называться — Овсетия Черкезией или Кабардо, а находящиеся в горах Кавказа по имени вступивших сюда (овсов) — Овсетией; ибо и теперь знатнейших из них называют осами, а прочих незнатных опять двалами.